# Norman Taylor
Norman Taylor ( 1883 - 1967 ) fue un botánico inglés -estadounidense. Trabajó y también accedió a director del Jardín botánico de la Universidad de Columbia Británica.
Migró con su familia a Yonkers, Nueva York, en 1889, y en 1896 se naturaliza. De niño y joven estuvo plagado de enfermedades, que lo obligó primero a dejar la escuela primaria, y luego la secundaria. Después de dos años en la Universidad de Cornell como estudiante especial de agricultura y horticultura, comenzó a trabajar en el "Departamento de Montes" del New York Zoological Park, como curador de plantas. Durante ese período conoció a Nathaniel Lord Britton, quien lo contrató como asistente de museo en el New York Botanical Garden, y se convirtió en su tutor personal de botánica.
Realizó expediciones botánicas a República Dominicana, Haití, Cuba, Islas Turcas y Caicos.

## Algunas publicaciones
- 1971. The Flora North America project. 3 pp.

### Libros
- roy l. Taylor, kenneth Wilson, sylvia Taylor. 1977. UBC Botanical Garden plant labelling system. Nº 3 de Technical bulletin. Ed. Botanical Garden, University of British Columbia. 20 pp.

- -----------------, stephen Sziklai, annie l. Cheng. 1973. UBC Botanical Garden Accession System (BGAS). Nº 2 de Technical bulletin. Ed. Botanical Garden, University of British Columbia. 47 pp.

- james a. Calder, roy l. Taylor, gerald a. Mulligan. 1968. Flora of the Queen Charlotte Islands: Cytological aspects of the vascular plants. Nº 4 de Monograph, Volumen 2 de Flora of the Queen Charlotte Islands. Ed. Queen's Printer. 143 pp.

- -----------------, -----------------, -----------------. 1968. Flora of the Queen Charlotte Islands. Ed. Research Branch, Canada Department of Agr. 807 pp.

- -----------------, -----------------. 1968. Systematics of the vascular plants. Volumen 1 y 4 de Monograph. Ed. Canada Department of Agriculture. 659 pp.

- La abreviatura «N.Taylor» se emplea para indicar a Norman Taylor como autoridad en la descripción y clasificación científica de los vegetales.[1]